# Junior Guerra
Junior José Guerra Maurera (Ciudad Guayana, Estado Bolívar, 16 de enero de 1985) es un lanzador venezolano de béisbol profesional que actualmente juega para los Milwaukee Brewers de las Grandes Ligas y jugó para Los Tiburones de La Guaira de la LVBP. Anteriormente jugó para los Chicago White Sox en el 2015.

## Carrera profesional

### Primeros años
En 2001, los Bravos de Atlanta seleccionaron a Guerra como receptor. Cinco años más tarde lo convirtieron en un lanzador, pero fue liberado de su contrato. Posteriormente, firmó con los Mets de Nueva York, donde no pasó una prueba PED. Entre 2009-2014, Guerra jugó en ligas internacionales e independientes antes de que los Chicago White Sox le ofrecieran un contrato de ligas menores a principios de 2015.

### Medias Blancas de Chicago
Guerra fue llamado a las Grandes Ligas por primera vez el 7 de junio de 2015. Hizo su debut en las mayores unos días más tarde el 12 de junio, convirtiéndose en el venezolano Nº 335 en las Grandes Ligas, y participó en un total de tres juegos con los Medias Blancas.

### Cerveceros de Milwaukee
El 7 de octubre de 2015, fue reclamado de waivers por los Cerveceros de Milwaukee como el primer movimiento del gerente general David Stearns. Los Cerveceros decidieron hacer de él un lanzador abridor en lugar de un lanzador relevista. Una lesión en el hombro lo dejó fuera de acción a partir de agosto y lo obligó a faltar al béisbol de la Liga Venezolana de Béisbol Profesional en el receso de temporada 16-17. A pesar de ello, Guerra mantuvo su lugar en la rotación de abridores de los Cerveceros.
El 3 de abril de 2017, Guerra fue el lanzador abridor de los Cerveceros en el Día Inaugural de la temporada, pero abandonó el juego después de tres entradas lanzadas por un tirón en la pantorrilla derecha.

### LVBP
Guerra participó en la Liga Venezolana de Béisbol Profesional durante ocho temporadas, donde jugó con la organización de los Tiburones de La Guaira desde el 26 de noviembre de 2008 hasta el 15 de diciembre de 2015. Registró una efectividad de 4.42 en 99 partidos, dejando marca de 14-15 en 275 entradas lanzadas y permitió 285 hits, 155 carreras, de las cuales 135 fueron limpias, 19 jonrones, 122 bases por bolas y ponchó a 242 jugadores.

### LBPN
Luego de tirar para efectividad de 5.46 en el béisbol mexicano y 5.54 en la pelota profesional Venezolana, Junior Guerra llegó a los Tigres de Chinandega, equipo de la Liga de Béisbol Profesional de Nicaragua para el cierre de la temporada 2012-13.
El venezolano no tuvo un buen inicio, al lanzar para 13.50 en 10 entradas, poniendo en dudas su continuidad en el equipo para la postemporada. Sin embargo, recibió un voto de confianza y fue el Jugador más Valioso de la Serie Final, para luego acompañar al equipo a la primera Serie Latinoamericana.
En su trayectoria con los Tigres de Chinandega en la temporada regular 2012-2013, obtuvo un  balance 1-0 con 1 salvado y  una efectividad de 13.50 en 10 innings lazando. Fue el más Valioso de la Final contra el Oriental. Tuvo balance 1-0 y tiró para 0.00 de efectividad. No permitió carrera en 11.0 innings lanzados. Ponchó a 9 rivales y cedió 6 bases por bolas.  Es así, como el derecho Junior Guerra, tras su paso por la Liga de Béisbol Profesional de Nicaragua, obtiene su 2.ª experiencia en el béisbol de las Grandes Ligas con los Cerveceros de Milwaukee.